# Municipio de San Luis Potosí
El municipio de San Luis Potosí es uno de los 59 municipios del estado mexicano de San Luis Potosí. Su cabecera es la localidad de San Luis Potosí.

## Geografía
El municipio de San Luis Potosí colinda al norte con los municipios de Moctezuma y Villa de Arista, al este con Villa Hidalgo, Soledad de Graciano Sánchez, Cerro de San Pedro, al sur con Zaragoza, Villa de Reyes y Villa de Arriaga, y al oeste con Mexquitic de Carmona y Ahualulco.

## Localidades
| Localidad            | Población |
| -------------------- | --------- |
| San Luis Potosí      | 685 934   |
| La Pila              | 5974      |
| Escalerillas         | 4422      |
| Laguna de Santa Rita | 2656      |